# Dorian Lévêque
Dorian Lévêque (Annecy, 22 novembre 1989) è un ex calciatore francese, di ruolo difensore.

## Carriera
Ha esordito in Ligue 1 con il Boulogne nella stagione 2009-2010. Torna a giocare in massima serie con il Guingamp nella stagione 2013-2014, nella quale vince inoltre la Coppa di Francia.

## Palmarès

### Club

#### Competizioni nazionali
- Coppa di Francia: 1

Guingamp: 2013-2014
- Coppa di Grecia: 1

PAOK: 2017-2018